# Liste der Monuments historiques in Menouville
Die Liste der Monuments historiques in Menouville führt die Monuments historiques in der französischen Gemeinde Menouville auf.

## Liste der Bauwerke
| Bezeichnung                                                        | Beschreibung | Standort | Kennzeichnung | Schutzstatus | Datum | Bild           |
| ------------------------------------------------------------------ | ------------ | -------- | ------------- | ------------ | ----- | -------------- |
| Château de Balincourt, auch auf dem Gebiet der Gemeinde Arronville | Schloss      | (Lage)   | PA00080122    | Inscrit      | 1989  | weitere Bilder |